# Cromoplasto
Cromoplastos são plastos, organelas heterogêneas responsáveis pelo armazenamento e síntese de pigmentos em certos organismos eucariontes fotossintetizantes. Pensa-se, que como todos os outros plastos, incluindo cloroplastos e leucoplastos, eles descendam de relações simbióticas com procariotos.

## Função
Cromoplastos são encontrados em frutas, flores, raízes, e folhas em processo de envelhecimento, e são responsáveis pela coloração das mesmas. Isso está sempre associado com um aumento massivo na acumulação de pigmentos carotenoides. A conversão de cloroplastos para cromoplastos no amadurecimento de frutas é um exemplo clássico.
Eles são geralmente encontrados em tecidos maduros e são derivados de plastos desenvolvidos preexistentes. Frutos e flores são as estruturas mais comuns para a biossíntese de carotenoides, porém outras reações ocorrem lá também, incluindo a síntese de açucares, amidos, lipídeos, compostos aromáticos, vitaminas e hormônios. O DNA em cloroplastos e cromoplastos é idêntico. Uma leve diferença no DNA foi encontrada após a análise de uma cromatografia liquida dos cromoplastos de um tomate, revelando um aumento de metilação do ADN.
Cromoplastos sintetizam e armazenam pigmentos como caroteno, xantofila e vários outros pigmentos vermelhos. Portanto, sua cor varia dependendo de qual pigmento eles contêm. A principal utilidade evolucionária dos cromoplastos, provavelmente, é a atração de polinizadores ou animais atraídos por frutas coloridas, o que ajuda a dispersar as sementes. Todavia, eles também são encontrados em raízes, como a cenoura e a batata-doce. Eles permitem a acumulação de altas quantidades de compostos não solúveis em água em partes aquosas das plantas.
Quando as folhas trocam de cor no outono, é devido a perda da clorofila, que possui uma coloração verde, o que revela os carotenoides preexistentes. Nesse caso, pouco carotenoide novo é produzido—a mudança em pigmento dos plastos associada com a senescência de folhas é ligeiramente diferente da conversão ativa para cromoplastos observada em frutas e flores.
Há certas espécies de angiospermas que contêm quantidades mínimas de carotenoides. Nesses casos há plastos presentes nas pétalas que se assemelham a cromoplastos e as vezes são visualmente indistinguíveis. Antocianinas e flavonoides localizados nos vacúolos da célula são responsáveis por outras cores.
O termo "cromoplasto" é ocasionalmente utilizado para incluir qualquer plasto que possui pigmento, principalmente para enfatizar a diferença entre eles e os vários tipos de leucoplastos, plastos que não possuem pigmentos. Nesse sentido, cloroplastos são um tipo específico de cromoplasto. Contudo, "cromoplasto" é mais utilizado para denotar plastos com pigmentos diferentes da clorofila.

## Estrutura e Classificação
Utilizando um microscópio óptico é possível diferenciar e classificar quatro tipos diferentes de cromoplastos. O primeiro tipo é composto por estroma proteico com grânulos. O segundo é composto por cristais de proteína e grânulos amorfos de pigmento. O terceiro tipo é composto de proteína e cristais de pigmento. O quarto tipo é um cromoplasto que só contém cristais. Um microscópio eletrônico revela ainda mais, permitindo a identificação de subestruturas como glóbulos, cristais, membranas, fibrilas e túbulos. As subestruturas encontradas em cromoplastos não são encontradas no plasto que o originou.
A presença, frequência e identificação de subestruturas utilizando um microscópio eletrônico levou a uma classificação mais avançada, dividindo cromoplastos entre cinco categorias principais: cromoplastos globulares, cromoplastos cristalinos, cromoplastos fibrilares, cromoplastos tubulares e cromoplastos membranosos. Também foi descoberto que diferentes tipos de cromoplastos podem coexistir no mesmo órgão. Alguns exemplos de plantas que se encaixam nessas categorias incluem mangas, que possuem cromoplastos globulares, e cenouras que possuem cromoplastos cristalinos.
Apesar de alguns cromoplastos serem facilmente categorizados, outros possuem características de múltiplas categorias o que os torna difíceis de classificar. Tomates acumulam carotenoides, principalmente como cristais de licopeno em estruturas com formato de membrana, portanto, podem ser classificados em ambas categorias cristalina e membranosa.

## Evolução
Plastos são descendentes de cianobactérias, procariotos fotossintetizantes, que se integraram nos ancestrais eucarióticos de algas e plantas, formando um relacionamento endossimbiótico. Os ancestrais dos plastos se diversificaram em uma variedade de tipos, incluindo cromoplastos. Plastos também possuem seu próprio genoma e alguns possuem a habilidade de produzir uma parte das proteínas que necessitam.
A principal função dos cromoplastos é a atração de animais e insetos para polinizar as flores e espalhar as sementes da planta. As cores vibrantes comumente produzidas pelos cromoplastos atingem esse objetivo. Várias plantas evoluíram para possui relações simbióticas com apenas uma espécie de polinizador. A cor pode ser um fator muito importante para determinar quais polinizadores irão visitar uma flor, pois certas cores atraem polinizadores específicos. Flores brancas tendem a atrair besouros, abelhas são mais atraídas por flores azuis e violetas e borboletas costumam ser atraídas por cores mais quente como tons de amarelo e laranja.

## Pesquisa
Cromoplastos não são muito estudados e raramente são o foco principal de pesquisas científicas. Eles frequentemente são importantes na pesquisa da planta de tomate (Solanum lycopersicum). O licopeno é responsável pela cor vermelha em um tomate maduro, e as xantofilas violaxantina e neoxantina são responsáveis pela cor amarela das flores.
A biossíntese de carotenoides ocorre em ambos cromoplastos e cloroplastos. Nos cromoplastos das flores de tomates, a síntese de carotenoides é regulada pelos genes Psyl, Pds, Lcy-b e Cyc-b. Esses genes, em adição a outros, são responsáveis pela formação de carotenoides em órgãos e estruturas. Por exemplo, o gene Lcy-e é altamente encontrado nas folhas, o que resulta na produção do carotenoide luteína.
Flores brancas nas plantas de tomates são causadas por um alelo recessivo. Elas são menos desejadas em plantações porque possuem uma taxa menor de polinização. Em um estudo foi encontrado a presença de cromoplastos em flores brancas. A falta do pigmento amarelo nas pétalas e nas anteras é devido a uma mutação no gene CrtR-b2, o que prejudica o caminho de biossíntese dos carotenoides.
O processo completo de formação de cromoplastos ainda não é completamente entendido em um nível molecular. Porém, o microscópio eletrônico revelou parte da transformação de cloroplasto para cromoplasto. Essa transformação começa com o remodelamento do sistema interno de membranas e com a lise dos tilacoides. Novos sistemas de membranas se formam em estruturas chamadas de "thylacoid plexus". Essas novas membranas são sítios para a formação de cristais de carotenoides. Essas membranas recém sintetizadas não se originam nos tilacoides, mas sim das vesículas geradas na membrana interna do plasto. A mudança bioquímica mais perceptível seria a diminuição do gene fotossintetizante o que causa a perda da clorofila e para com a atividade da fotossíntese.
Nas laranjas, a síntese de carotenoides e o desaparecimento da clorofila causa a fruta mudar da cor verde para a amarela. A cor laranja-vibrante é frequentemente adicionada artificialmente—a cor natural produzida pelos cromoplastos é um amarelo-laranja-claro.
A laranja Valência (Citris sinensis L) são laranjas cultivadas extensivamente no estado da Flórida. No inverno, as laranjas alcançam uma cor alaranjada e são verdes na primavera e no verão. Originalmente se pensava que cromoplastos eram o estágio final de desenvolvimento de plastos, mas em 1966 foi provado que cromoplastos podem reverter à cloroplastos, o que causa as laranjas se tornarem verdes novamente.